# Beril
El beril és un mineral de la classe dels silicats amb la fórmula química Be₃Al₂(SiO₃)₆. És un ciclosilicat de beril·li i alumini que pertany i dona nom al grup del beril.
Els cristalls d’una de les varietats, les anomenades maragdes (maragda), són petits, de color verd, preferentment prismàtics, allargats i limitats pel pinacoide bàsic. Els cristalls d’una altra varietat, les anomenades aiguamarines (aiguamarina), són més grossos, de color blau, composts per prisma i bipiràmide. Els primers contenen una gran quantitat d’imperfeccions; els segons, no.

## Etimologia
La paraula beril —beril en anglès mitjà— és un préstec, a través de beryl i beryllus, tots dos del grec antic βήρυλλος bḗryllos, que feia referència a una pedra preciosa de color blau verdós de l'aigua de mar; del Prakrit veruḷiya, veḷuriya 'beril' (cal comparar la pseudo-sànscritització वैडूर्य vaiḍūrya 'ull de gat; joia; lapislàtzuli, tradicionalment explicada com "(portada) de (la ciutat de) Vidūra"), que en última instància és d'origen dràvida, potser del nom de Belur o Velur, una ciutat a Karnataka, sud de l'Índia. El terme es va adoptar posteriorment per referir-se més exclusivament al mineral beril.

## Propietats
Els cristalls hexagonals de beril poden ser molt petits o aconseguir una grandària de diversos metres. Els cristalls acabats són relativament rars. El beril exhibeix fractura concoidal, té una duresa de 7,5-8 en l'escala de Mohs i una densitat relativa de 2,63-2,80. Té una lluïsor vítria i pot ser transparent o translúcid. La seva ruptura és poc basal i el seu hàbit és bipiramidal dihexagonal.
El beril pur és incolor, però sovint està tintat per impureses, sent possibles els colors verd, blau, groc, vermell i blanc. El nom procedeix de la paraula grega Βήρυλλος beryllos, al·lusiva al color blau verdós de l'aiguamarina.
Segons la classificació de Nickel-Strunz, el beril pertany a «09.CJ - Ciclosilicats amb enllaços senzills de 6 [Si₆O18]12- (sechser-Einfachringe), sense anions complexos aïllats» juntament amb els següents minerals: bazzita, indialita, stoppaniïta, cordierita, sekaninaïta, combeïta, imandrita, kazakovita, koashvita, lovozerita, tisinalita, zirsinalita, litvinskita, kapustinita, baratovita, katayamalita, aleksandrovita, dioptasa, kostylevita, petarasita, gerenita-(Y), odintsovita, mathewrogersita i pezzottaïta.

## Formació
El beril es troba amb gran freqüència a les pegmatites granítiques, però també es troba en esquists de mica als Urals i sovint associat amb menes d'estany i tungstè. El beril es troba en certs països europeus com Àustria, Alemanya i Irlanda. També es troba a Madagascar (especialment la morganita). La font més famosa de maragdes al món està en Muzo i Chivor (departament de Boyacá, Colòmbia), on fan una aparició única en roca calcària. Les maragdes també es troben en Transvaal (Sud-àfrica), Minas Gerais (Brasil) i prop de Mursinka als Urals. Les pegmatites de Nova Anglaterra (Estats Units) han produït alguns dels berils més grans trobats fins ara, incloent un vidre massiu de 5,5 per 1,2 m amb una massa d'unes 18 t. A Catalunya s'han trobat cristalls de beril de diversos colors només al cap de Creus.

## Varietats
Les varietats de beril més conegudes són l'aiguamarina i la maragda.

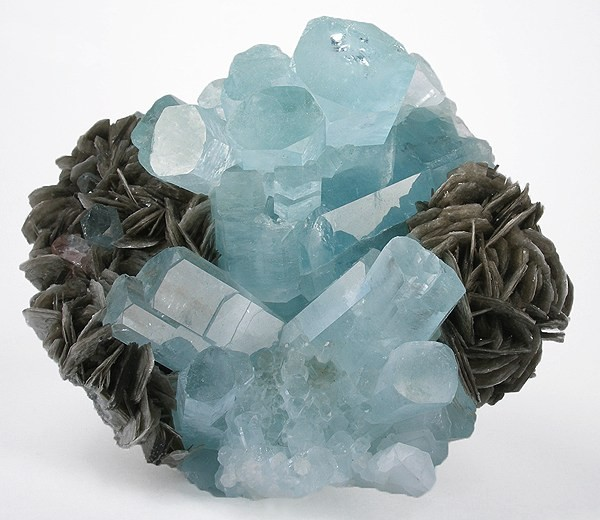
Aiguamarina
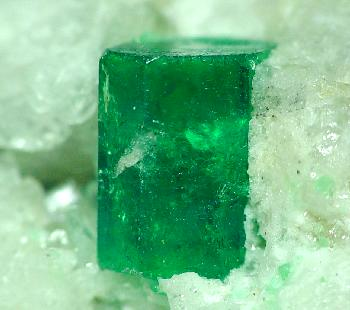
Maragda

L'aiguamarina és la varietat de beril de color verd marí amb fórmula Be₃Al₂Si₆O18. És una gemma molt preuada en joieria per la seva alta duresa que permet gran diversitat de talls. El to blavós o verdós que presenta es deu a la presència de Fe2+ o Fe3+ respectivament. La maragda és la varietat de color verd, degut a traces de cromòfors, concretament crom i vanadi.
Altres varietats de beril són: l'aeroides, la varietat de color blau pàl·lid, l'alcali-beril, una varietat amb un alt contingut en àlcalis (Li₂O 2%, Na₂O a 4%, K₂O a 2%, Rb₂O a 1,3%, i Cs₂O a 4,6%), la goshenita, la varietat incolora del beril, que rep el seu nom de la localitat de Goshen (Massachusetts, Estats Units), i el maxixe, o beril blau, una varietat pleocroica sensible a la llum que conté un 2,8% de Cs2O i un 1% Li₂O. Aquesta darrera varietat rep el nom de la mina Maxixe, a Minas Gerais (Brasil), on va ser descoberta.

### Maragda
La maragda es refereix al beril verd, el seu nom procedeix del sànscrit i significa "verd". Aquest color és degut a petites quantitats de crom i, de vegades, vanadi.
Les maragdes solen presentar importants inclusions per la qual cosa normalment tenen una escassa resistència al trencament.
La paraula anglesa moderna "maragda" procedeix de l'anglès mitjà emeraude, importada del francès modern a través del francès antic ésmeraude i del llatí medieval. esmaraldus, del llatí smaragdus, del grec σμάραγδος smaragdos que significa 'gema verda', de l'hebreu ברקת bareket (una de les dotze pedres de l'Hoshen penjoll pectoral del Kohen HaGadol), que significa 'llampec', en referència a 'maragda', relacionat amb l'acadi baraqtu, que significa 'maragda', i possiblement relacionat amb la paraula मरकत en sànscrit. marakata, que significa 'verd'. La paraula אזמרגד izmargad, que significa 'maragda', és un préstec posterior, derivat del grec smaragdos.
Les maragdes en l'antiguitat van ser extretes pels egipcis i en el que avui és Àustria, així com Swat al Pakistan contemporani. Un tipus estrany de maragda coneguda com a maragda trapiche es troba ocasionalment a les mines de Colòmbia. Una maragda trapiche exhibeix un patró d′"estrella"; té raigs d'impureses de carboni fosc que donen a la maragda un patró radial de sis puntes. Rep el nom del trapiche (en català trapig), un queixal utilitzat per processar la canya de sucre a la regió. Les maragdes colombianes solen ser les més apreciades per la seva transparència i foc. Algunes de les maragdes més rares procedeixen dels dos principals cinturons de maragdes de la Serra Oriental dels Andes colombians: Muzo i Coscuez a l'oest de l'Altiplà cundiboyacà, i Chivor i Somondoco a l'est. També es troben maragdes fines en altres països, com Zàmbia, Brasil, Zimbàbue, Madagascar, Pakistan, l'Índia, Afganistan i Rússia. Als Estats Units, es poden trobar maragdes a Hiddenite, Carolina del Nord. El 1998, es van descobrir maragdes al Yukon.
La maragda és una pedra preciosa rara i valuosa i, com a tal, ha proporcionat l'incentiu per desenvolupar maragdes sintètiques. S'han produït tant maragdes sintètiques hidrotermals com maragdes sintètiques de creixement per flux. El primer procés de síntesi de maragdes amb èxit comercial va ser el de Carroll Chatham. L'altre gran productor de maragdes de flux va ser Pierre Gilson Sr., que porta al mercat des del 1964. Les maragdes de Gilson solen créixer sobre llavors naturals de beril incolor que es recobreixen per les dues cares. El creixement es produeix a un ritme de 1 mil·limetre (0.039 in) per mes, una típica carrera de creixement de set mesos produeix vidres de maragda de 7 mm de gruix. El color verd de les maragdes s'atribueix àmpliament a la presència d'ions Cr3+. Berils intensament verds de Brasil, Zimbabwe i altres llocs on el color s'atribueix al vanadi també s'han venut i certificat com maragdes.

## Impacte en la salut humana
El beril·li és un compost de beril·li que és un carcinogen conegut amb efectes tòxics aguts que condueixen a la pneumonitis quan s'inhala. Per tant, cal anar amb compte en extreure, manipular i refinar aquestes gemmes.

## Aplicacions
Els berils són una mena del metall beril·li.
Els druïdes usaven berils per fer prediccions i els escocesos les anomenaven «pedres de poder». Les primeres boles de vidre van ser fabricades de berils, més tard van ser reemplaçades per vidre de roca. També la gent de l'època se'l menjava en trossos molt petits perquè creien que tenia poders curatius. No obstant això, els minerals de beril·li es troben al grup 1 de l'Agència Internacional per a la Investigació del Càncer, per la qual cosa està comprovat que aquests compostos produeixen càncer en humans.